# Quatuor à cordes no 1 de Fortner
Pour les articles homonymes, voir Quatuor à cordes no 1.
Le Quatuor à cordes no 1 est un quatuor pour deux violons, alto et violoncelle  de Wolfgang Fortner ; Composé en 1929  il utilise la technique sérielle de douze sons.

## Structure
1. Allegro vigoroso à 4/4 - Tempo alla marcia furiosa
2. Adagio con moto
3. Scherzo : allegro vivace
4. Fuga : Allegro energico

## Source
- François-René Tranchefort, guide de la musique de chambre, éd. Fayard 1987 p.341  (ISBN 2-213-02403-0)